# 안산우체국
안산우체국(安山郵遞局)은 대한민국 과학기술정보통신부 우정사업본부 경인지방우정청 소속의 우편물 취급기관이다. 경기도 안산시 단원구 중앙대로 815(고잔동 521-2)에 있다.

## 연혁
- 1987년 2월 10일: 안산우체국 개국
- 2001년 8월 29일: 안산항가울우편취급소 폐국[1]
- 2010년 11월 8일: 우편구역을 다음과 같이 고시[2]

| 배달국     | 배달구역 |
| ---------- | --- |
| 안산우체국 | 안산시 단원구, 상록구 전지역 (단, 단원구 풍도동은 인천우체국에서, 단원구 선감동 · 대부남동 · 대부북동 · 대부동동은 대부우체국에서 배달) |
| 대부우체국 | 단원구 선감동 · 대부남동 · 대부북동 · 대부동동 지역                                                                                     |

- 2014년 1월 1일: 우편구역을 다음과 같이 고시[3]

| 배달국     | 배달구역                                 | 구역번호      |
| ---------- | ---------------------------------------- | ------------- |
| 안산우체국 | 안산시 전지역 (단, 대부동 · 풍도동 제외) | 15200 ~ 15636 |
| 대부우체국 | 단원구 대부동                            | 15637 ~ 15653 |

- 2014년 7월 4일: 안산한양대학교우체국 폐국[4]
- 2014년 7월 7일: 한양대학교출장소 개소[4]
- 2018년 9월 10일: 안산고잔1동우체국을 안산호수동우체국으로, 안산고잔2동우체국을 안산중앙동우체국으로 명칭 변경[5]
- 2020년 6월 30일 : 반월우체국 별정우체국 지정 해지[6] 및 폐국[7]
- 2020년 8월 3일 : 안산반월동우편취급국 설치[8]
- 2020년 9월 7일 : 안산우체국 한양대학교출장소 폐국[9] 및 안산한양대학교우편취급국 설치[10]

## 관할 우체국
| 우체국명                 | 사진 | 주소                                                                          | 비고                                            |
| ------------------------ | ---- | ----------------------------------------------------------------------------- | ----------------------------------------------- |
| 공단우편취급국           |      | 경기도 안산시 단원구 지원로 107                                               |                                                 |
| 대부우체국               |      | 경기도 안산시 단원구 대부중앙로 93                                            | 별정우체국                                      |
| 반월공단우체국           |      | 경기도 안산시 단원구 동산로 41                                                |                                                 |
| 사동우편취급국           |      | 경기도 안산시 상록구 감골2로 44                                               |                                                 |
| 삼일빌딩우편취급국       |      | 경기도 안산시 단원구 중앙대로 927                                             |                                                 |
| 신안우편취급국           |      | 경기도 안산시 상록구 반석로 54                                                |                                                 |
| 안산반월우체국           |      | 경기도 안산시 상록구 건건로 43                                                | 2020년 6월 30일 별정우체국 지정 해지 및 폐국    |
| 안산반월동우편취급국     |      | 경기도 안산시 상록구 건건로 82, 101호 (건건동, 영무예다음아파트 근린생활시설) | 2020년 8월 3일 신설                             |
| 안산본오동우체국         |      | 경기도 안산시 상록구 각골로 53                                                |                                                 |
| 안산상록수우체국         |      | 경기도 안산시 상록구 용신로 364                                               |                                                 |
| 안산선부동우체국         |      | 경기도 안산시 단원구 선부광장1로 138                                          |                                                 |
| 안산성포동우체국         |      | 경기도 안산시 상록구 예술광장로 71                                            |                                                 |
| 안산수암동우체국         |      | 경기도 안산시 상록구 수암길 5                                                 |                                                 |
| 안산이동우체국           |      | 경기도 안산시 상록구 중보로 41                                                |                                                 |
| 안산일동우체국           |      | 경기도 안산시 상록구 성호로1길 12-2                                           |                                                 |
| 안산중앙동우체국         |      | 경기도 안산시 단원구 예술대학로 74                                            | 2018년 9월 10일 안산고잔2동우체국에서 명칭 변경 |
| 안산지원출장소           |      | 경기도 안산시 단원구 광덕서로 75                                              |                                                 |
| 안산초지동우체국         |      | 경기도 안산시 단원구 초지동로 65                                              |                                                 |
| 안산한양대학교우체국     |      | 경기도 안산시 상록구 한양대학로 55                                            | 2014년 7월 4일 폐국                             |
| 안산한양대학교출장소     |      | 경기도 안산시 상록구 한양대학로 55                                            | 2014년 7월 7일 신설 2020년 9월 7일 폐국         |
| 안산한양대학교우편취급국 |      | 경기도 안산시 상록구 한양대학로 55                                            | 2020년 9월 7일 신설                             |
| 안산항가울우편취급소     |      | 경기도 안산시 사동 1415-6                                                     | 2001년 8월 29일 폐국                            |
| 안산호수동우체국         |      | 경기도 안산시 단원구 광덕2로 186                                              | 2018년 9월 10일 안산고잔1동우체국에서 명칭 변경 |
| 와동우편취급국           |      | 경기도 안산시 단원구 선부로 270                                               |                                                 |
| 원초우편취급국           |      | 경기도 안산시 단원구 화랑로 88                                                |                                                 |
| 월피동우편취급국         |      | 경기도 안산시 상록구 월피로 59                                                |                                                 |
| 유통상가우편취급국       |      | 경기도 안산시 단원구 풍전로 37-9                                              |                                                 |

## 조직
- 경영지도실
- 지원과
- 우편물류과
- 영업과
  - 고객지원실